# I cavalieri del futuro
I cavalieri del futuro (City Limits) è un film statunitense del 1985 diretto da Aaron Lipstadt.

## Trama
Una banda di motociclisti adolescenti mantiene una difficile tregua tra loro in un futuro non molto lontano. Quando una corporazione criminale cerca di impossessarsi della città in rovina, le bande decidono di combattere il nemico comune.